# Relaciones Guinea-Venezuela
Las relaciones Guinea-Venezuela se refieren a las relaciones internacionales que existen entre Guinea y Venezuela. Ambos países establecieron relaciones diplomáticas en 1965.

## Historia
Guinea y Venezuela establecieron relaciones diplomáticas en 1965.
El 4 de septiembre de 2019, el viceministro para África del ministerio para relaciones exteriores de Venezuela, Yuri Pimentel, visitó Guinea y sostuvo una reunión en el Palacio Presidencial de Conakri, acompañado por el embajador de Venezuela ante el país Alejandro Correa, con el ministro de Estado para asuntos presidenciales y el ministro de la defensa de Guinea, Mohamed Diané.

## Misiones diplomáticas
- Guinea cuenta con una embajada en La Habana, Cuba, que tiene concurrencia acreditada para Venezuela, además de otros países latinoamericanos.[3]